# Rosalba
Rosalba is een kevergeslacht uit de familie van de boktorren (Cerambycidae). De wetenschappelijke naam van het geslacht werd voor het eerst geldig gepubliceerd in 1864 door Thomson.

## Soorten
Rosalba omvat de volgende soorten:
- Rosalba alboapicalis (Breuning, 1940)
- Rosalba alcidionoides Thomson, 1864
- Rosalba amazonica Galileo & Martins, 2013
- Rosalba approximata (Melzer, 1934)
- Rosalba arawakiana Villiers, 1980
- Rosalba bucki (Melzer, 1934)
- Rosalba cacapyra Galileo & Martins, 2013
- Rosalba consobrina (Melzer, 1934)
- Rosalba costaricensis (Melzer, 1934)
- Rosalba crassepunctata Breuning, 1948
- Rosalba digna (Melzer, 1934)
- Rosalba dissimilis (Belon, 1903)
- Rosalba fimbriata (Belon, 1903)
- Rosalba formosa Martins & Galileo, 2008
- Rosalba gounellei Galileo & Martins, 2013
- Rosalba hovorei Touroult, 2007
- Rosalba incrustabilis Galileo & Martins, 2006
- Rosalba indistincta (Breuning, 1940)
- Rosalba inscripta (Bates, 1866)
- Rosalba jolyi Galileo & Martins, 2013
- Rosalba maculosa Galileo & Martins, 2013
- Rosalba malleri (Melzer, 1934)
- Rosalba mediofasciata (Breuning, 1943)
- Rosalba mediovittata Galileo & Martins, 2013
- Rosalba obliqua (Thomson, 1868)
- Rosalba parva Galileo & Martins, 2013
- Rosalba peraffinis (Breuning, 1940)
- Rosalba pulchella (Belon, 1903)
- Rosalba recta (Thomson, 1868)
- Rosalba rufescens (Breuning, 1940)
- Rosalba rufobasalis (Breuning, 1940)
- Rosalba smaragdina (Breuning, 1940)
- Rosalba stigmatifera (Thomson, 1868)
- Rosalba strandi (Breuning, 1943)
- Rosalba strandiella (Breuning, 1940)
- Rosalba suiaba Martins & Galileo, 2009
- Rosalba tanimbuca Galileo & Martins, 2013
- Rosalba vanini Galileo & Martins, 2013